# 790 до н. е.

## Події
- Початок царювання у Вавилоні Мардук-бел-зері (васал Ассирії);
- Похід ассирійців для придушення повстання країни Іту’а (область кочового племені південніше Ашшура);
- Евном, цар Спарти з династії Еврипонтидів.